# Normandie (Schiff, 1935)

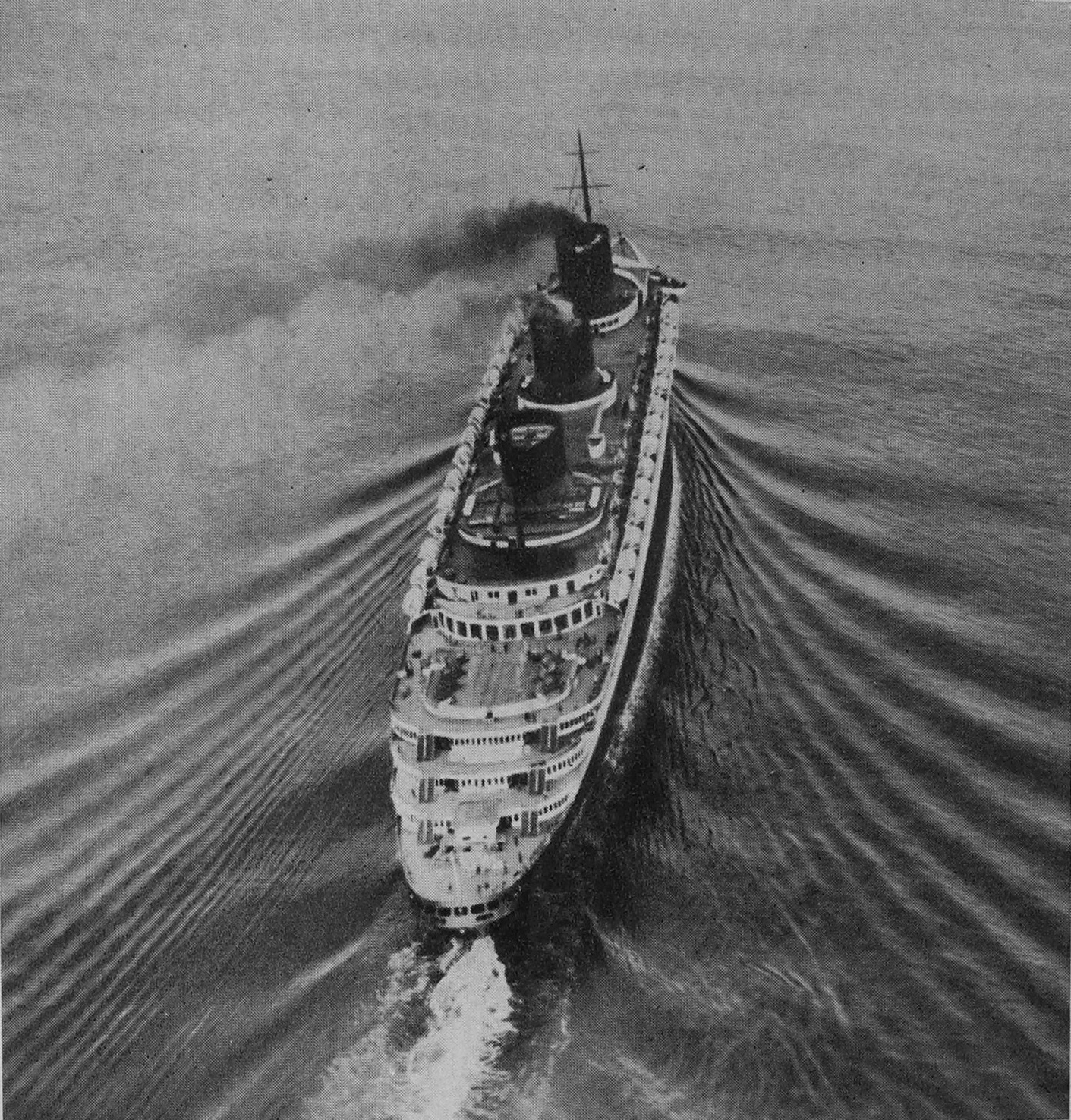
Luftaufnahme der Normandie

Die Normandie war ein 1935 in Dienst gestelltes französisches Passagierschiff der Compagnie Générale Transatlantique (CGT), im Ausland auch als French Line bekannt. Sie war zum Zeitpunkt ihrer Fertigstellung das größte Schiff der Welt und im Lauf ihrer Dienstzeit wiederholt Trägerin des Blauen Bandes. Bis heute gilt sie aufgrund ihres Aufsehen erregenden Designs im Art-déco-Stil und ihres besonders großzügigen Raumangebots für die Erste Klasse sowie der klaren Linien ihrer äußeren Form als ein Meilenstein des Passagierschiffbaus. Häufig ist von ihr als dem „perfekten Passagierschiff“ die Rede. Im Zweiten Weltkrieg wurde das Schiff von der US-Marine requiriert und in USS Lafayette (AP-53) umbenannt. Nach einem Brand beim Umbau zu einem Truppentransporter sank es am Kai im Hafen von New York.

## Geschichte

### Bau
Anfang 1931 auf der Werft Chantiers de Penhoët in Saint-Nazaire als Schiffsrumpf Nr. T6 auf Kiel gelegt, sollte die Normandie 1934 den Dienst auf der Atlantikroute aufnehmen. Der Stapellauf fand am 29. Oktober 1932 statt. Über 100.000 Schaulustige waren angereist. In seiner Taufrede sprach der französische Staatspräsident Albert Lebrun von „einer prachtvollen schwimmenden Kathedrale, die Frankreichs Farben über den Atlantischen Ozean tragen wird“. Seine Ehefrau taufte das Schiff.
Wegen der horrenden Baukosten kam die Transat an den Rand des Bankrotts. Die Regierung sah in dem Luxusliner ein Prestigeprojekt, übernahm die Kontrolle über die Reederei und finanzierte den Weiterbau. Da wegen der Weltwirtschaftskrise weniger Leute reisten, sank das prognostizierte Aufkommen an Passagieren, und man entschied sich, die Indienststellung um ein Jahr zu verschieben. Die Zeit wurde genutzt, um den Brandschutz zu verbessern und die Matrosen in Brandbekämpfung auszubilden. Die Probefahrten erfolgten im Mai 1935 an der Südküste der Bretagne vor Les Glénans.
Die Schiffsmannschaft drohte mit einem Streik und der Lahmlegung des Hafens, um ihre Situation zu verbessern. Um sich eine Blamage zu ersparen und die pünktliche Jungfernfahrt zu sichern, erfüllte die Regierung die Forderungen der Matrosengewerkschaft.

### Fahrten
Am 29. Mai 1935 begann die Jungfernfahrt der Normandie von Le Havre nach New York. 60 Reporter, Fotografen und Kameramänner waren an Bord. Für Le Journal berichteten die Schriftstellerin Colette und der Dramatiker Pierre Wolff. Für Paris-Soir berichteten die Literaten Blaise Cendrars und Claude Farrère.
Mit der Rekordzeit von 4 Tagen, 3 Stunden und 2 Minuten bei einer Durchschnittsgeschwindigkeit von 29,98 Knoten übernahm sie das prestigeträchtige Blaue Band für die schnellste Atlantiküberquerung von der bisherigen mehrfachen Titelhalterin, der Bremen. Als sie den Leuchtturm Ambrose Light vor New York passierte, wurde am Topp des Achtermastes ein von der CGT schon vorbereiteter dreißig Meter langer, blauer Wimpel entrollt. Damit war die Normandie die einzige nachweisbare Trägerin eines wirklichen Blauen Bandes. Flugzeuge, Tragschrauber und unzählige Boote, Fähren, Schlepper und Yachten begrüßten das Schiff. Die fünf Tage und vier Nächte der Normandie am Pier 88 wurden zu einem rauschhaften Fest mit gegenseitigen Einladungen. Für die Schiffsbesichtigung wurden 10.000 Tickets zu je einem halben Dollar verkauft.
Auch die Rückreise wurde zu einer Rekordfahrt: Cherbourg wurde bei einem Mittel von 30,31 Knoten nach 4 Tagen, 3 Stunden und 25 Minuten erreicht. Im März 1937 verbesserte die Normandie in Ostrichtung den Rekord zunächst auf 30,99 Knoten, im August des Jahres folgten dann weitere Beschleunigungen auf 30,58 kn (Westen) bzw. 31,20 kn (Osten) an, womit jeweils die 4-Tage-Grenze unterboten wurde.
Im Februar 1938 begann die Normandie in New York eine dreiwöchige Kreuzfahrt über die Bahamas und Trinidad nach Rio de Janeiro und zurück.

### Zweiter Weltkrieg
Die Normandie lag zu Beginn des Zweiten Weltkriegs am CGT-Pier in Manhattan, New York. Um das Schiff vor den Nationalsozialisten zu schützen, ließ man es mit 113 Besatzungsmitgliedern dort. Nach der Kapitulation Frankreichs forderte die Vichy-Regierung die Normandie zurück; doch die Vereinigten Staaten kamen dieser Forderung nicht nach. Stattdessen übergab man das Schiff der US-Küstenwache. Nach Eintritt der USA in den Krieg wurde es beschlagnahmt und den Eignern eine Entschädigung zugesagt. Man entschied, das Schiff zu einem Truppentransporter für 15.000 Soldaten umzubauen. Am 16. Dezember 1941 wurde die französische Trikolore ein letztes Mal eingeholt, und das Schiff erhielt dann unter US-Flagge den Namen Lafayette und die Kennung AP-53. Da es in New York kein passendes Trockendock gab, erfolgten die Umbauarbeiten am Pier 88. Die Aufbauten wurden tarngrau gestrichen, die Kabinenfenster verschlossen und Flugabwehrgeschütze montiert.

#### Brand

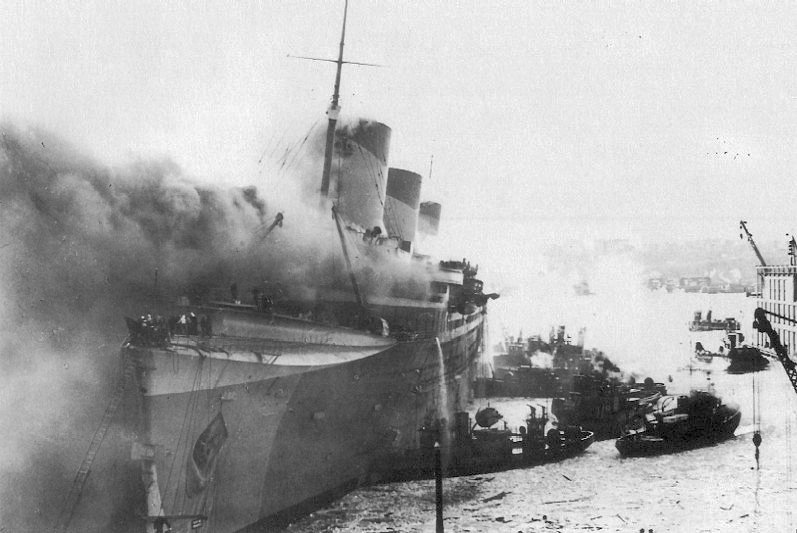
Lafayette brennend im Hafen von New York

Am 9. Februar 1942 brach, begünstigt durch schwere Sicherheitsmängel und Nachlässigkeiten, bei Schweißarbeiten im Großen Salon ein Feuer im Schiff aus.
Die Männer der US-Küstenwache, die seit Mitte 1940 an Bord waren, hatten die CGT-Mannschaft bei den vorbeugenden Feuerschutzmaßnahmen unterstützen sollen. Im Zuge der Aufgabenverteilung wurde die Zahl der Wachhabenden pro Kontrollgang von anfangs 20 auf 8 Mann reduziert; diese Stärke war nach dem Kriegseintritt der USA nicht erhöht worden. Alle Leitungen, Anweisungen und Schalter waren weiterhin französisch beschriftet. Eine Überprüfung der Feuerlöscher im Januar 1942 ergab, dass sie ohne Bedienungsanleitungen und nur die Hälfte in gutem Zustand waren. Man hatte begonnen, die französischen Anschlussstücke der Feuerlöschschläuche gegen amerikanische zu tauschen. Damit wurde ein mündlich ergangener Befehl, während der gesamten Umbauphase die kompatiblen Anschlüsse zu behalten, ignoriert.
Zu den Umbaumaßnahmen gehörten der Einbau von Längsschotten gegen Torpedos, zusätzlichen Querschotten, Minenschutzvorrichtungen, Munitionsaufzügen und Munitionslagern, Kränen und Suchscheinwerfern.
Des Weiteren sollten der Große Salon und der Rauchsalon durch Entfernen der feuerfesten Zwischenwände zu einem großen Saal vereint werden. In diesem Saal waren mehrere Tausend Schwimmwesten in großen Ballen gelagert. Gefüllt waren die Westen mit ölimprägniertem Kapok und daher besonders leicht entflammbar.
Im Großen Salon mussten auch die vier großen Lichtsäulen mit Schneidbrennern entfernt werden. Der Funkenflug sollte mit asbestbewehrten Stahlschilden abgeschirmt werden. Weder Feuerlöscher noch Feuerlöschschläuche wurden bereit gelegt, entgegen den Anweisungen. Auch war keine Brandwache anwesend. Bereit standen lediglich zwei Eimer Wasser.
Beim letzten Schnitt gegen 14:37 Uhr wurde der Asbestschild etwas zu früh weggezogen und weißglühende Stahlfragmente regneten auf die Schwimmwesten, die sofort Feuer fingen. Ein Arbeiter wollte mit einem Wassereimer löschen, stolperte aber und fiel hin. Ein eiligst herbeigeschaffter Löschschlauch war nutzlos, weil der Wasserdruck nicht ausreichte. Ein weiterer Arbeiter erschien mit einem Feuerlöscher, konnte ihn aber nicht bedienen. Mit bloßen Händen und Jacken wurde versucht, die Flammen auszuschlagen. Brennende Ballen wurden ins Mittelschiff geworfen, um sie dort zu löschen. Dies führte jedoch nur zu einer noch rascheren Ausbreitung der Flammen. Es entstand völlige Konfusion, da viele Arbeiter das Schiff kaum kannten. In dunklen und verrauchten Gängen mussten sie sich den Weg nach draußen bahnen. So gab es einen Toten. In der Eile wurden mehrere Öffnungen im Rumpf knapp oberhalb der Wasserlinie nicht verschlossen.
Die New Yorker Feuerwehr reagierte binnen zwölf Minuten und führte innerhalb einer Stunde insgesamt 43 Feuerwehreinheiten an die Pier 88. Von der Hafenseite aus erschien das Feuerlöschboot James Duane und begann die Brandbekämpfung. Ungefähr zu diesem Zeitpunkt musste wegen der starken Rauchentwicklung der Maschinenraum der Normandie evakuiert werden. Die Kesselfeuerung wurde gestoppt mit der Folge, dass der Dampfdruck binnen 15 Minuten auf Null sank. Damit fielen die Lenzpumpen aus, eingetragenes Löschwasser konnte nicht außenbords befördert werden.
Das Feuer entwickelte bald eine derart starke Hitze, dass die Bleiummantelung der elektrischen Leitungen zu Bächen schmolz und im Löschwasser zu Klumpen erstarrte, die zahlreiche Speigatte verstopften.
Wladimir Yourkewitsch, der Konstrukteur der Normandie, eilte von seinem nahegelegenen Büro herbei, um mit seinen Kenntnissen die Feuerwehren zu beraten. Ihm wurde der Zutritt zum Schiff verweigert. Da es keine kompetente einheitliche Einsatzführung gab, geriet die Rettungsaktion zunehmend außer Kontrolle. Die Feuerwehren an Land und auf dem Wasser pumpten Löschwasser aufs Schiff, soviel sie konnten.
Auf den oberen Decks waren die wasserdichten Türen vorschriftsmäßig geschlossen worden. Das Löschwasser auf Deck staute sich wegen der unzureichenden Abflusswege durch wenige freie Speigatten. Der Wasserstau war folgenschwer. Gegen 15:25 Uhr, als Simmers, der Kapitän der Normandie, erschien, hatte diese bereits eine Schlagseite von 15 Grad nach backbord, zum Hafenbecken hin. Mehrere eiserne Hafenpoller waren bereits durch die Trossen aus der Pier gerissen worden. Gegen 18:00 Uhr betrug die Schlagseite 16 Grad – und das Feuer war gelöscht. Die Rettungsarbeiten wurden bis auf Weiteres eingestellt. Bis 21:00 Uhr war durch die auf der Backbordseite tiefer liegenden Öffnungen weiter Wasser eingedrungen, die Schlagseite hatte sich auf 20 Grad erhöht. Um 23:30 waren es annähernd 40 Grad. Um 00:30 Uhr wurden alle Mannschaften von Bord beordert. Nun hörte man nur noch das Dröhnen von Notlichtgeneratoren und das Krachen von gerissenen Hafentrossen. Ab 1:40 Uhr war das Poltern von zahllosen Gegenständen wie Rettungsbooten, Kränen, Tanks, Werkzeugen und sonstigem beweglichem Mobiliar zu vernehmen, die den Weg in Richtung Backbord nahmen. Um 2:45 Uhr legte sich der Rumpf auf die Seite.

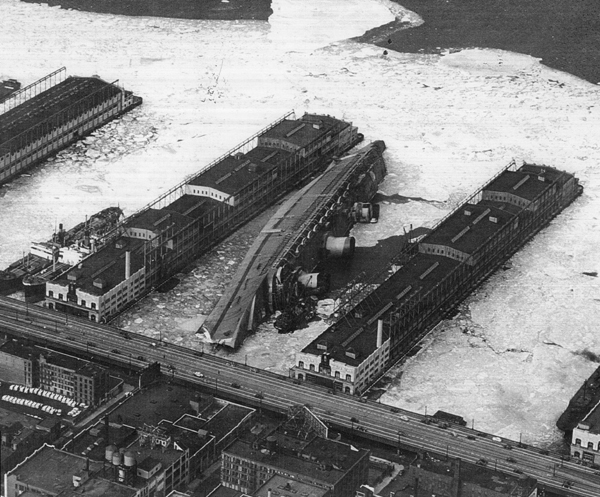
Lafayette gekentert, 22. Februar 1942

Die Nachricht vom Brand verbreitete sich in New York sehr schnell. Aus allen Stadtteilen und aus New Jersey eilten viele Freiwillige wie Luftschutzwarte, freiwillige Feuerwehrleute und weibliche Hilfstruppen herbei. Da ihnen der Zutritt verweigert wurde, betätigten sie sich ungefragt als Wächter des Unglücksortes.
Es kam das Gerücht auf, der Brand sei durch Sabotage deutscher Spione ausgebrochen, worauf sich der Mythos stützte, die US-Regierung hätte zur Vermeidung weiterer Anschläge Kontakt mit dem inhaftierten Mafia-Boss Lucky Luciano aufgenommen.

#### Bergung

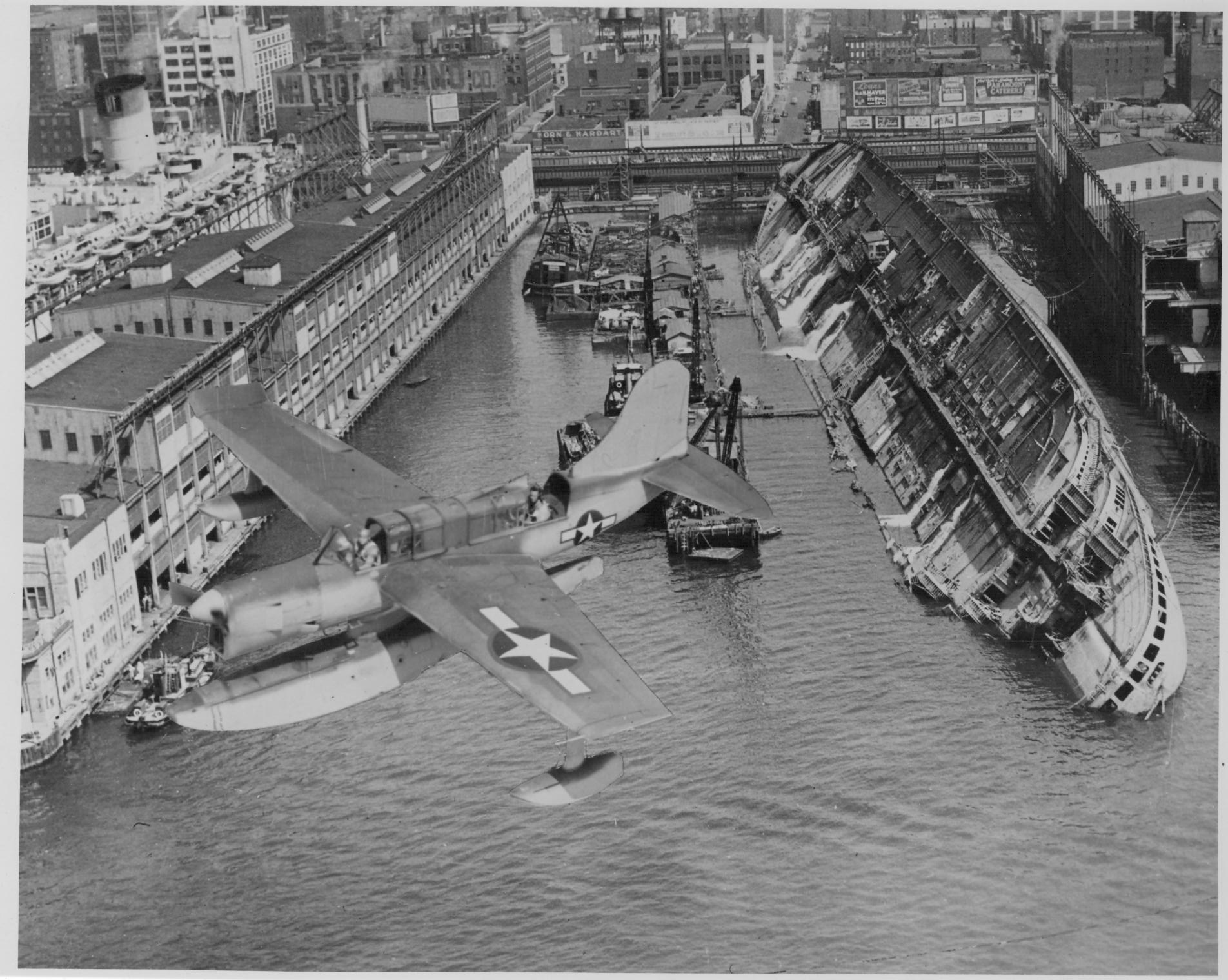
Bergung der Lafayette 1943 (Fotomontage mit Flugzeugabbildung)

Im Anschluss an das Unglück lag das Wrack der Normandie monatelang im Schlick des New Yorker Hafens, während sich die zuständigen Stellen jeweils gegenseitig die Verantwortung für das Debakel zuschoben. Das Wrack war ein nicht zu übersehendes Mahnmal für die Unfähigkeit der Behörden; sie ließen eine vier Meter hohe Sperrholzwand als Sichtschutz entlang der 12th Avenue errichten.
Zur Bergung gab es zahlreiche Vorschläge. Es sollte ein Kofferdamm rund um das Wrack errichtet werden, um im Trockenen arbeiten zu können. Der Vorschlag wurde mit Hinweis auf die Stahlknappheit sowie eine Gefährdung der benachbarten Piers abgelehnt. Auch wurde erörtert, die Normandie vor Ort zu zerschneiden und die Schiffsteile, die tiefer als zwanzig Meter lagen, dort zu belassen und sie mit Kies und Sand zu bedecken. Letztlich entschied Bürgermeister Fiorello LaGuardia, dass an der Pier nichts zurückbleiben dürfe, was deren Nutzung beeinträchtigen könnte. Die Bergung war unausweichlich. In einem ähnlichen Maß wie beim Brand fühlten sich viele patriotische Amerikaner berufen, Vorschläge zur Bergung einzureichen. Die angebotene Hilfe war zumeist unbrauchbar. Ein Plan sah beispielsweise vor, den wassergefüllten Liegeplatz abzutrennen und den Rumpf einfrieren zu lassen, sodass ein Eiswürfel ihn umklammert. Danach sollte der riesige Eisblock zur George Washington Bridge geschleppt und bei Flut mit straffen Kabeln an dieser befestigt werden. Die folgende Ebbe werde dann unter fortschreitendem Schmelzen des Eises bewirken, dass sich das Schiff aufrichte. Derartige Vorschläge wurden marineintern in der sogenannten Verrücktenkartei gesammelt; offiziell erhielten alle Einsender ein höfliches Schreiben, dass man ihre Vorschläge in Betracht ziehen werde.
Das Konzept der Marine war in der Theorie simpel, die praktische Durchführung indessen schwierig: Man wollte das Aufstellmoment des Schiffskörpers nutzen. Dafür sollten sämtliche Decksaufbauten entfernt, die Trümmer ausgeräumt, mehrere wasserdichte Abteilungen geschaffen und aus diesen das Wasser herausgepumpt werden. Den Rest würde das Aufstellmoment besorgen. Informationen eines Ingenieurs der französischen Handelsmarine aus dem besetzten Frankreich bestätigten die Annahme, dass die Normandie ein hohes Rückstellmoment habe – höher als jedes andere Schiff der French Line. Hinsichtlich der noch immer vorhandenen Feuergefahr – es waren noch Treibstoffe und Öle an Bord – hatte man dazugelernt; rund um die Uhr patrouillierten nun mindestens 25 Feuerwehrleute durchs Schiff.
Das Ausmaß der Bergung war der Schiffsgröße entsprechend riesig. So wurden 4.000 kg Glas entfernt, 10.000 Kubikmeter Schlamm ausgepumpt sowie 250.000 Stauhölzer zur Abstützung und als Lukendeckel verwendet. Zahlreiche Taucher, aus Sicherheitsgründen immer zu dritt arbeitend, verschlossen die zahllosen Öffnungen und Risse durch Abdichten oder Schweißen. Am 4. August 1943 gegen 1:00 Uhr morgens begann das langwierige Auspumpen des Schiffs. Wochen später, am 12. September, hatte sich die Lafayette wieder bis zu einem Winkel von 45 Grad aufgerichtet. Unter dem Einsatz am Ufer platzierter Getriebewinden konnte das Schiff drei Tage später fast vollständig bis auf 2 Grad Schlagseite aufgerichtet werden.
Die Bergung hatte die Marine 11 Millionen Dollar gekostet. Der ursprüngliche Plan, das Schiff zum Truppentransporter umzubauen, wurde nicht mehr umgesetzt. Die Schäden am Rumpf hätten nur mit noch weitaus größeren finanziellen Aufwendungen behoben werden können. Daher blieb das Schiff die letzten Kriegsjahre als leere Hülle an einem Pier in Brooklyn liegen. Schließlich, als die französische Regierung nach Kriegsende kein Interesse an einer Rücknahme zeigte, wurde es am 26. November 1946 zum Abwracken nach Port Newark geschleppt. Den Zuschlag für die Verschrottung erhielt die Lipsett Corporation zum Preis von 160.000 Dollar. Die Firma erzielte durch die Verwertung einen Gewinn von rund einer Million Dollar. Für die kurze letzte Fahrt nach Newark wurde das Schiff noch einmal umbenannt, in Lipsett. Zahlreiche Einrichtungsgegenstände, die vor dem geplanten Umbau ausgebaut und ausgelagert worden waren, haben die Zeit überdauert; sie sind über die ganze Welt verstreut und mitunter begehrte Sammlerobjekte.

## Ausstattung

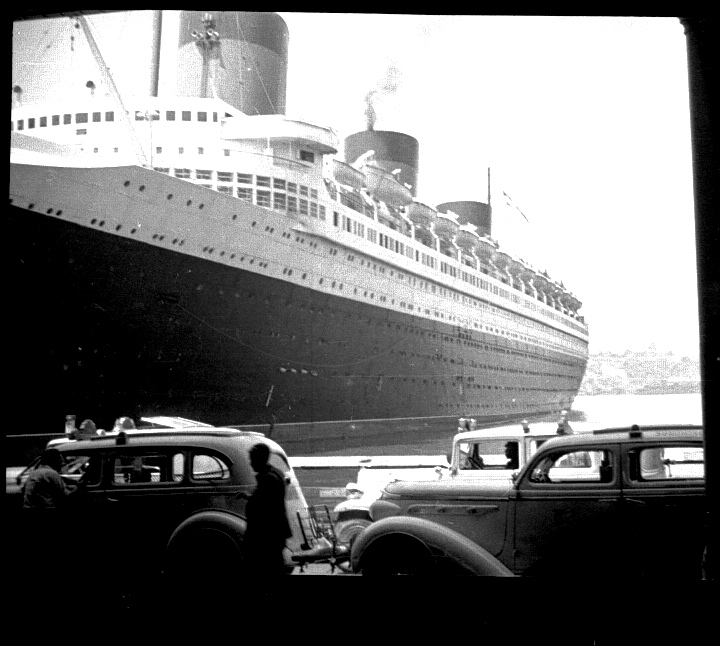
Die Normandie im Hafen von New York

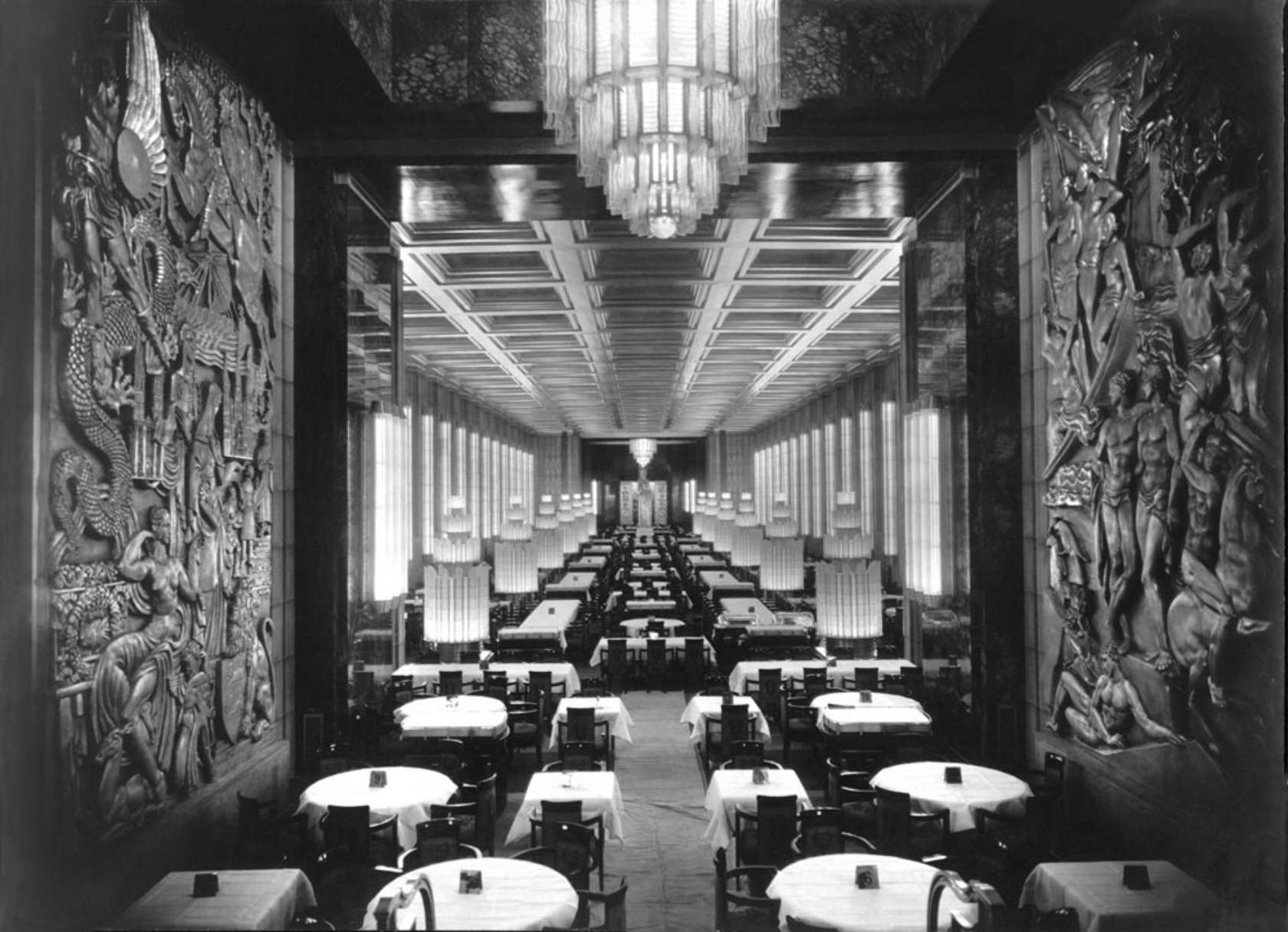
Speisesaal (1935)

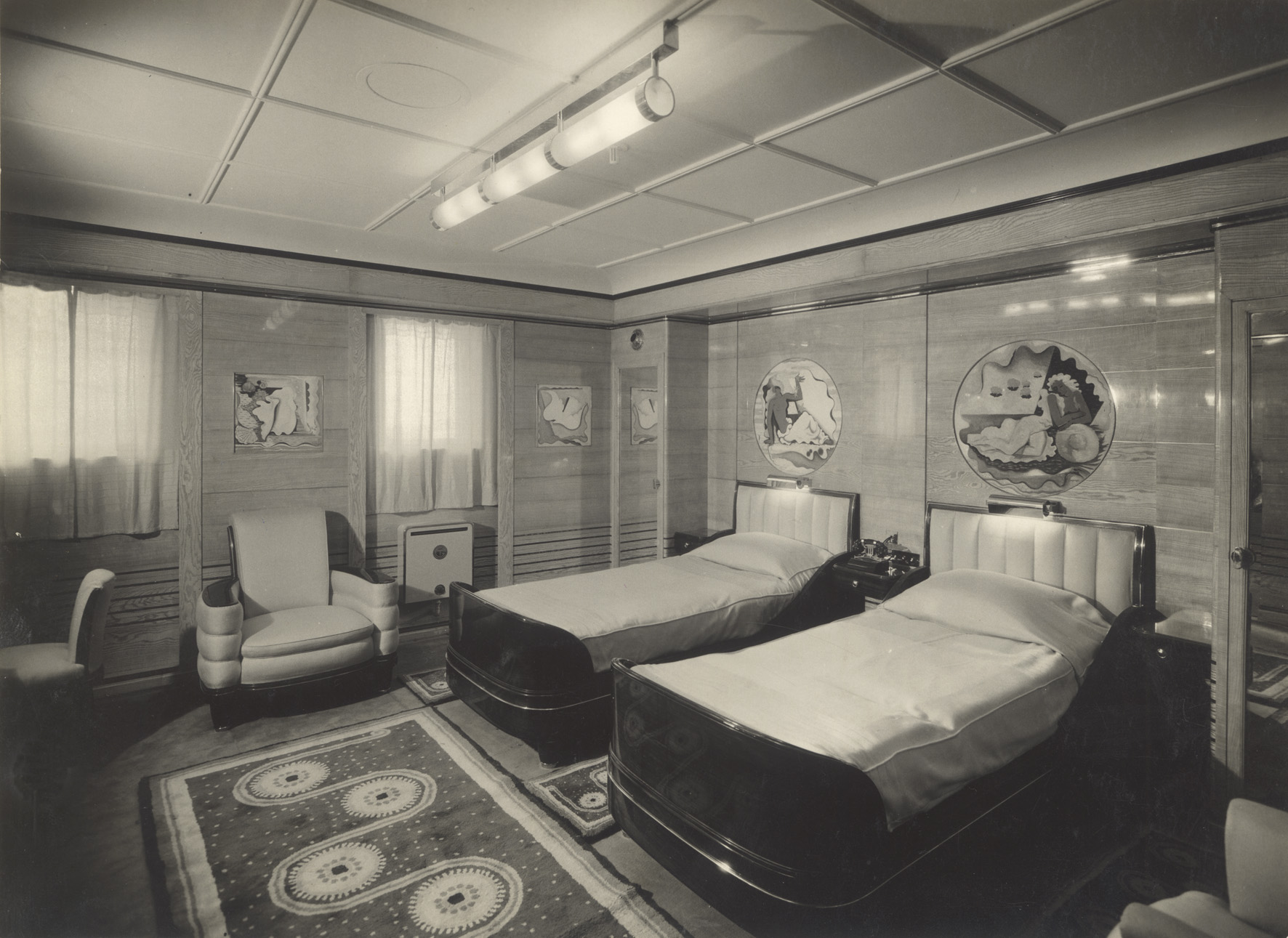
Gestaltung einer Kabine

Das elegante äußere Erscheinungsbild der Normandie setzte neue Maßstäbe bei der Gestaltung von Passagierschiffen. Sie hatte einen gekurvt ausfallenden Steven. Das Heck war eine Modifizierung des alten, ovalen Gillungshecks. Auf dem Achterschiff waren die Passagierdecks terrassenförmig angelegt, damit alle Passagiere – ungeachtet ihrer Klasse – einen freien Blick auf das Meer genießen konnten.
Auch die im Art-déco-Stil gehaltene Innenausstattung der Normandie für insgesamt 1.972 Passagiere war aufsehenerregend, und das Schiff wurde als „imposante schwimmende Bühne des Art déco“ bezeichnet. Die Reederei hatte für die Inneneinrichtung einige der bekanntesten zeitgenössischen Innenarchitekten hinzugezogen, vor allem Roger-Henri Expert, Jean Dunand, René Lalique, Jacques-Émile Ruhlmann, Louie Süe, André Mare, Paul Follot und Raymond Henri Subes. Die Künstler schufen mit Gold und Silber gerahmte Spiegel, und als Wandpaneele dienten Lackarbeiten von Dunand, auf denen afrikanische Fischer, historische Galeeren und Seeungeheuer dargestellt waren.
Insbesondere der riesige lichtdurchflutete Speisesaal des Schiffes war legendär: die Entlüftungsschächte der Schiffskessel wurden dafür eigens geteilt, liefen an der Außenwand entlang, um sich in den Schornsteinen wieder zu vereinigen, und machten somit einen durchgängigen Saal dieser Größe auf einem Schiff möglich. Von der Bühne des Theaters mit 380 Plätzen, ein Novum seinerzeit auf einem Schiff, ergab sich eine durch keine Zwischenwand gestörte 170 m weite Sicht. Es gab Restaurants, Bars, eine Sauna, ein Kino, zwei Schwimmbäder, davon eins unter freiem Himmel, das andere unter Deck von 23 Meter Länge mit Bar. Außerdem eine Kapelle, eine Bibliothek mit 4.000 Büchern, einen Tennisplatz, eine Klinik samt OP-Saal und Zahnstation, ein Postamt mit Telefonzentrale, eine 80 m lange Ladenstraße sowie Hobbyräume. Vier Suiten „Grand Luxe“ hatten vier Schlafzimmer, zwei Badezimmer, Speise-Séparée und eigenen Außenbalkon.
Gaston Magrin verdiente so viel wie der Kapitän: er leitete die Küchen mit 200 Köchen, Patissiers, Sommeliers und Kellnern. Der Proviant für eine Überfahrt umfasste unter anderem 70.000 Eier, 7.000 Hähnchen, 80 Tonnen Speiseeis und 12.000 Liter Wein.
Die Eleganz und die Vielzahl an Innovationen, die die Normandie bot, machten das Schiff sofort zu einem der beliebtesten Liner auf der Atlantikroute. Das änderte sich auch nicht, nachdem die Normandie das Blaue Band im August 1936 an die Queen Mary der Cunard Line abgab. 1937 holte die Normandie sich die Trophäe noch einmal zurück, bevor die umgerüstete Queen Mary 1938 den prestigeträchtigen Titel wieder gewann und bis 1952 nicht mehr verlor.

## Technik

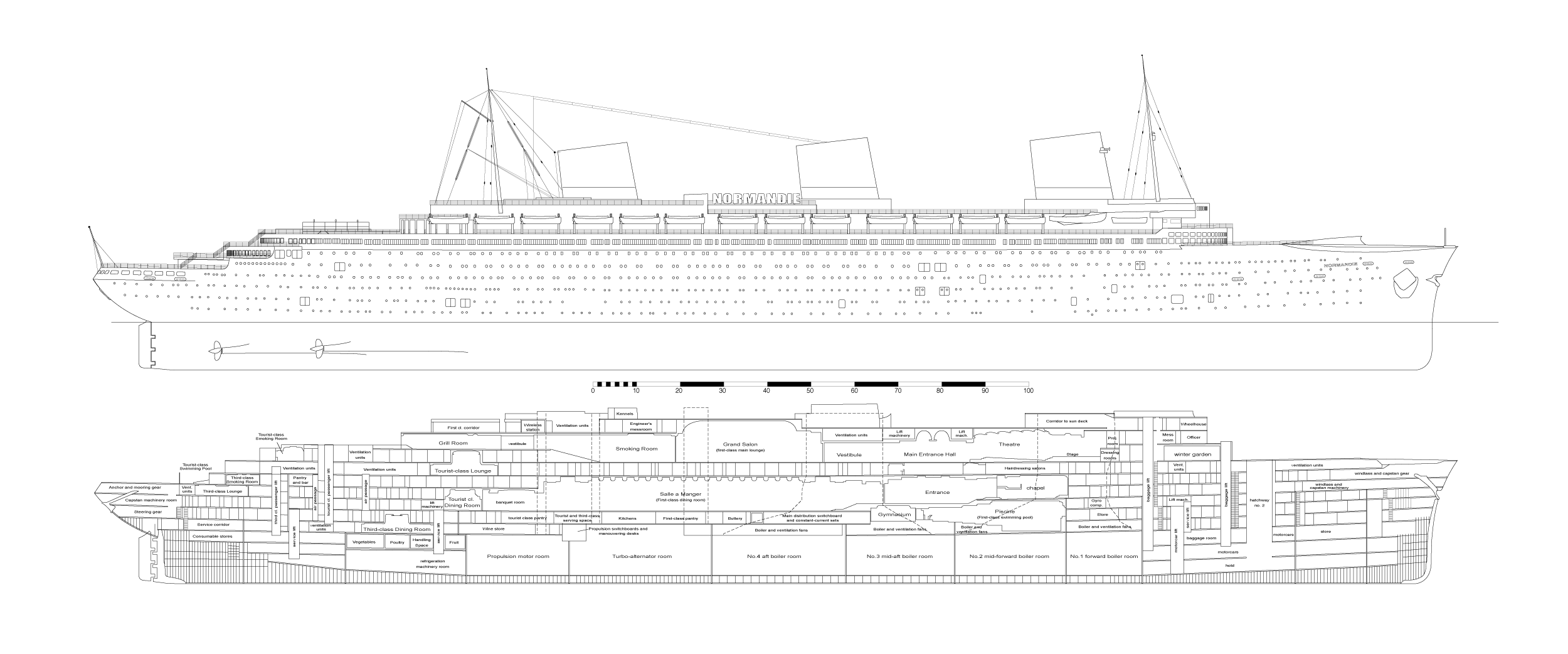
Seitenansicht und Schnittzeichnung

Das 812 Mio. Francs teure Schiff war nicht nur mit seiner Geschwindigkeit ein Höhepunkt des Schiffbaus. Mit einer Tonnage von 79.280 BRT (83.423 BRT nach Umbau 1938) und einer Länge von 313,58 Metern war die Normandie auch das zu diesem Zeitpunkt größte und längste Schiff und das erste mit über 300 Metern Länge. Der Bau des Schiffsrumpfes hatte 21 Monate in Anspruch genommen. Der vorherige Ausbau zur Vergrößerung der Helling dauerte noch länger. Das Stapellaufgewicht betrug 27.650 Tonnen. Der Schiffsrumpf war die bis dato größte jemals zu Land bewegte Masse. Von den drei Schornsteinen diente der dritte der Optik und war ohne Funktion.
Verantwortlich für den Entwurf der Normandie zeichnete der Russe Wladimir Yourkewitsch. Die Konstruktion war in mancher Hinsicht außergewöhnlich, denn der Rumpfquerschnitt war leicht, aber erkennbar birnenförmig. Dadurch ergab sich in Höhe der Wasserlinie  eine Taille, welche die Bugwelle auf ein Minimum reduzierte und die Turbulenzen an den Flanken neutralisierte. Bei den Probefahrten hatte das Schiff mühelos eine Durchschnittsgeschwindigkeit von 31 Knoten erreicht. Dabei bemerkten örtliche Sardinenfischer erstaunt, dass es trotz seiner ungeheuren Größe kein gewaltiges Kielwasser verursachte. Ein deutlicher Beleg für das ausgeklügelte Rumpfprofil ist die Tatsache, dass die vier Jahre später gebaute und vergleichbar dimensionierte Queen Mary mit einer Mehrleistung von 35.000 PS eine nur um einen halben Knoten höhere Geschwindigkeit als die Normandie erreichte.
Eine Besonderheit war ihr turboelektrischer Antrieb mit einer Wellenleistung von 165.000 PS (121.000 kW): Die Kraft der Antriebsmaschine wurde nicht von einer mechanischen Welle auf die Schraube übertragen, sondern elektrisch. Jede der vier Schrauben wurde von einem Elektromotor angetrieben, der seine Energie von je einem eigenen Turbosatz aus Dampfturbine und Turbogenerator erhielt. Die Reduzierung der hohen Turbinendrehzahl auf nur drei Schiffschraubenumdrehungen pro Sekunde war somit ohne ein aufwändiges Getriebe möglich. Ein weiterer Vorteil lag darin, jederzeit auf vollen Rückwärtsschub umstellen zu können.
Wegen spürbarer Vibrationen wurden nach der ersten Saison die dreiflügeligen Propeller gegen solche mit vier Flügeln gewechselt, die sich bewährten.
Alle Turbinen erhielten den Dampf mit 2,8 MPa aus 29 ölgefeuerten Steilrohrkesseln. Die Tanks hatten ein Gesamtfassungsvermögen von 8.930 Tonnen.

## Rezeption in der Kunst
Im Film „Saboteure“ von Alfred Hitchcock aus dem Jahr 1942 wird die gekenterte Normandie in einer kurzen Einstellung gezeigt. Sie stellt dort ein anderes Schiff dar, dessen Zerstörung mit dieser Szene (der Böse fährt Taxi, Schnitt auf das Schiff, Rückschnitt auf den lächelnden Bösen) dargestellt wird.
Durch die Darstellung des Schiffes von A. M. Cassandre auf großformatigen Postern im Stil des Art déco fand das Schiff auch Beachtung in der bildenden Kunst. Die Poster des Ozeanriesen, der durch eine extreme Untersicht noch deutlich überhöht und dadurch noch gigantischer erscheint, gehören nach Kritikersicht zu den aufregendsten Plakaten der 1930er Jahre. Norbert Wolf stellt dabei vor allem den Gegensatz der Monumentalität des Schiffes zu den einfachen Konturen, die proportionale Geometrie und die Wahl der Reklameschrift heraus.

## Film
- Mathias Haentjes, Regie: Ozeanriesen – Goldene Jahre. Dokumentation über die Epoche der Atlantik-Liner, Deutschland, 2019, Radio Bremen, 52 Min. (Bild- und Filmmaterial zur Titanic, Britannic (Wrack), aus Cherbourg vom Gare Maritime, aus den Hapag-Hallen in Cuxhaven, zur Queen Mary 2, Normandie, United States – Philadelphia, Astoria – dem ältesten fahrenden Passagierschiff dieser Kategorie. Informationen des Senders arte zum Film, abgerufen am 27. Feb. 2020)